# Гаврилюк Олексій Юхимович
Олексій Юхимович Гаврилюк (1923 — ?) — український радянський діяч, секретар Чернівецького обкому КПУ. Кандидат історичних наук.

## Життєпис
Освіта вища. Член КПРС.
У 1969 — 15 лютого 1975 року — секретар Чернівецького обласного комітету КПУ з питань ідеології.
З 1981 року працював заступником головного редактора «Українського історичного журналу» в місті Києві. Автор монографій «Свобода совісті в соціалістичному суспільстві» (Київ, 1981), «Соціальна політика КПРС на селі: із досвіду роботи партійних організацій України» (Київ, 1984) і «Соціальне забезпечення вирішення продовольчої програми: на матеріалі роботи партійних організацій України» (Київ, 1989).
Подальша доля невідома.

## Нагороди
- орден «Знак Пошани»
- ордени
- медалі